# Brasura ugandensis
Brasura ugandensis är en insektsart som beskrevs av Nielson 1982. Brasura ugandensis ingår i släktet Brasura och familjen dvärgstritar. Inga underarter finns listade i Catalogue of Life.